# Lepismium crenatum
Lepismium crenatum és una espècie vegetal del gènere Lepismium de la família de les cactàcies.

## Descripció
Lepismium crenatum creix de forma epífita, és arbustiva i es ramifica lateralment. Els segments de les tiges són estretes, allargades, ondulades i de carn fina presenten una impactant costella central. Tenen fins a 30 centímetres de llarg i 6 centímetres d'ample. Les grans arèoles són llanoses. Les tres o vuit espines que sorgeixen d'aquestes tenen fins a 4 mil·límetres de llarg.
Apareixen petites flors vermelles a un costat. Els fruits tenen un diàmetre de fins a 7 mil·límetres.

## Distribució
Lepismium crenatum està molt estès al departament bolivià de La Paz a una altitud de 1800 metres.

## Taxonomia
Lepismium crenatum va ser descrita per Wilhelm A. Barthlott i publicat a Bradleya; Yearbook of the British Cactus and Succulent Society 5: 99. 1987.
Etimologia
Lepismium : nom genèric que deriva del grec: "λεπίς" (lepis) = "recipient, escates, apagat" i es refereix a la forma en què en algunes espècies les flors es trenquen a través de l'epidermis.
crenatum: epítet llatí que significa "dentat"
Sinonímia
- Hariota boliviana[3] Britton (1891)
- Acanthorhipsalis crenata (Britton) Britton & Rose (1923)
- Rhipsalis crenata (Britton) Vaupel (1926)
- Pfeiffera crenata (Britton) P.V.Heath (1994)
- Lymanbensonia crenata (Britton) Doweld (2002)